# Гомис, Бафетимби
Бафетимби́ Гоми́с (фр. Bafétimbi Gomis, французское произношение: [bafetimbi ɡɔmis]; род. 6 августа 1985, Ла-Сен-сюр-Мер, Вар, Прованс-Альпы-Лазурный берег) — французский футболист, нападающий.
Родился во Франции, в городке Ла-Сен-сюр-Мер, что на популярном курорте Лазурный Берег. Пройдя обучение в академии «Сент-Этьена», Гомис начал привлекаться в ряды фарм-клуба «зелёных» и несколько лет провёл в любительском чемпионате. В сезоне 2003/04 Бафетимби помог клубу вернуться в высший дивизион и вскоре закрепился в стартовом составе. В 2009 году Гомис перешёл в лионский «Олимпик». В этой команде он провёл шесть лет, выиграл Кубок Франции 2012 года. С 2014 года являлся игроком «Суонси Сити».
Бафетимби изредка вызывался в сборную Франции, с 2008 по 2013 год провёл 12 матчей и забил 3 гола, участник ЧЕ-2008 года.

## Происхождение и семья
Родился Гомис в семье сенегальских эмигрантов, проживавшей в коммуне Ла-Сен-сюр-Мер, что находится совсем рядом с Тулоном. Неблагополучный район города больше располагал к незамысловатым развлечениям вроде наркомании и мелкого разбоя, которые увлекали в том числе и его родственников. Но Бафе удалось вырасти воспитанным и набожным мальчиком. Ещё ребёнком Бафетимби пошёл в детскую команду местного клуба «Спортинг Тулон». Отец время от времени приходил на тренировки и, если его отпрыск пропускал их, то проводил с ним воспитательные беседы. Сам Гомис называл это строгим воспитанием «по-африкански» и говорил, что никогда не ценил его в должной мере.
Двое его двоюродных братьев — Нампали и Александр Менди также являются футболистами.

## Клубная карьера

### «Сент-Этьен»
С 2000 года Гомис находился в молодёжной системе «Сент-Этьена». С Сенегалом он познакомился благодаря новому клубу, который оплачивал ему неблизкую дорогу на историческую родину. Когда родители показали ему места, где они жили, а в особенности, могилу его деда, 16-летний подросток пообещал себе приложить все усилия, чтобы добиться успеха. В 2002—2004 годах он играл в любительском чемпионате Франции за вторую команду клуба, хотя уже в сезоне 2003/04 провёл 11 игр в Лиге 2. В матче с «Кретейем» Гомис забил свой первый гол. Он в перерыве вышел на замену и на 70-й минуте установил окончательный счет 3:2 в пользу «Сент-Этьена». По итогам сезона «Сент-Этьен» выиграл Лигу 2 и отправился в элиту. В качестве усиления «зелёные« приобрели Фредерика Пикьона. В клубе посчитали, что Бафе ещё недостаточно крепок для большого футбола. На него посмотрели полсезона, дав ещё шанс в шести матчах. В зимнее же трансферное окно было решено отдать Гомиса в аренду.

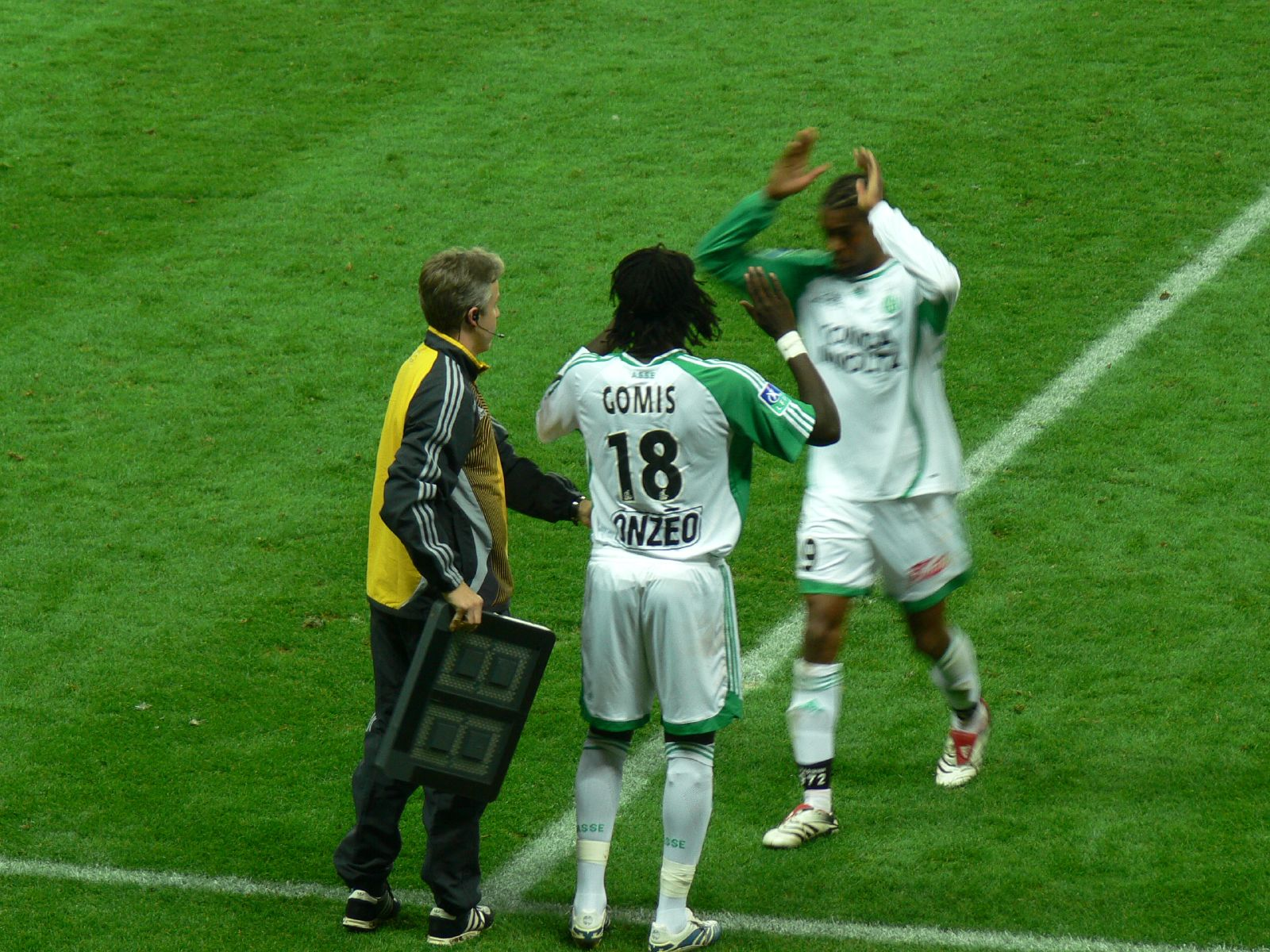
Бафетимби Гомис заменяет Фредерика Пикьона

Вторую часть сезона 2004/05 Бафетимби провёл в аренде в клубе «Труа». Завершал сезон в «Труа» футболист, играя регулярно и имея неплохую статистику — 6 мячей в 13 играх. Следующий сезон 2005/06 стал критическим для Гомиса. Футболист провёл в чемпионате 24 матча. Только в одном из них он находился на поле все 90 минут. Чаще всего его использовали в качестве игрока подмены. И в этом статусе Бафе забил лишь два гола. Уход из «Сент-Этьена» Пикьонна заставил тренерский штаб команды сохранить Гомиса и дать ему ещё один шанс. Начало следующего сезона Бафетимби провёл все в том же амплуа «заменителя», но в нём успел отметиться дублем в ворота «Тулузы», который стал его первым значимым достижением в высшем дивизионе чемпионата Франции. Тогда он и гол узнаваемо отпраздновал — имитируя движения чёрной пантеры. Именно так делал его кумир Алекс. И все же в целом игра не ладилась, мяч в ворота не шел. Прорыв случился после 20-го тура чемпионата 2006/07. В одиннадцати матчах кряду Гомис забил 8 голов и отдал две результативные передачи. То есть почти каждая игра приводила к его эффективному действию. Габаритный и быстрый нападающий был очень неудобным соперником для защитников, Бафетимби легко мог оттеснить любого игрока корпусом, после чего делал несколько шагов в сторону ворот и наносил фатальный удар.
Сезон 2007/08 оказался самым успешным для Бафе. Он уже стал твёрдым игроком основы и одной из главных надежд «стефануа» в атаке. За 35 матчей, проведенных им в Лиге 1, форвард забил 16 голов, отметившись четырьмя дублями. С 16 мячами в том чемпионате он стал третьим в гонке бомбардиров. Летом 2008 года за Гомиса развернулась борьба на трансферном рынке. Интерес проявляли клубы английской Премьер-Лиги и французской Лиги 1. Однако руководители «стефануа» твердо решили удерживать игрока. Позже с форвардом договорились, что в случае серьёзного предложения от топового клуба никто «упираться» не будет. В сезоне 2008/09 «Сент-Этьен» принимал участие в Кубке УЕФА, и Гомис был нужен команде. Он очень неплохо начал евросезон, забив три гола в первых четырех матчах, что породило в журналистско-болельщицкой среде выражение «Gomis, he don't miss». В чемпионате он уже проводил все матчи клуба, являясь одной из главных его звёзд, забил 10 голов. Также Гомис вместе с «Сент-Этьеном» принял участие в последнем розыгрыше Кубка УЕФА, дошел с ним до стадии 1/8 финала, где уступил будущему финалисту «Вердеру».

### «Олимпик Лион»

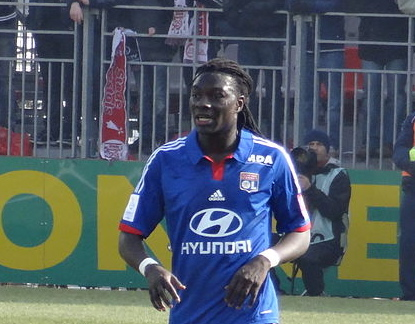
Гомис в матче против «Бреста»

29 июля 2009 года Бафетимби перешёл в «Олимпик Лион». Футболист подписал контракт на пять лет. Трансфер игрока обошёлся «Лиону» в 13 миллионов евро плюс 2 миллиона в зависимости от выступления Гомиса. 2 августа в товарищеском матче с «Депортиво» забил свой первый гол в составе «Лиона». В первом туре сезона 2009/10 Гомис дебютировал в новой команде против «Ниццы», где отметился забитым мячом. Затем игрок сыграл первые матчи в рамках Лиги Чемпионов и сходу оставил свой след в истории. В последнем поединке группового этапа Лиги Чемпионов 2009/10 против загребского «Динамо» (7:1) Бафе забил четыре мяча, включая самый быстрый хет-трик в истории турнира.
В течение следующих пяти лет Бафетимби забивал не меньше 13 голов за сезон. В «Лион» постоянно приходили новые форварды, которые порой даже отправляли Гомиса на скамейку запасных, однако француз проявлял отличные качества универсала, закрывая при необходимости левую бровку. Лишь в сезоне 2012/13 у «чёрной пантеры» начались проблемы с попаданием в стартовый состав. Разыгравшийся воспитанник «ткачей» Александр Лаказетт, был эффективней в атаке, поэтому Бефетимби приходилось начинать матчи на скамейке запасных. Впрочем, это не мешало ему регулярно забивать, Гомис отметился дублем в поединке против «Труа», затем забил единственный гол в противостоянии с «Брестом» и помог «Лиону» дважды обыграть «Атлетик» в рамках Лиги Европы.
Накануне сезона 2013/14 Бафетимби сообщил, что он не собирается продлевать контракт с «Лионом» и хочет уехать в другой чемпионат. За игроком выстроилась очередь из британских команд, им активно интересовались «Ньюкасл Юнайтед», «Эвертон», «Кардифф Сити» и «Вест Хэм Юнайтед». Позже Гомис признался, что его переход в «Ньюкасл» сорвался из-за того, что он не согласился на понижение зарплаты. В итоге после ряда сорванных переговоров Бафе доиграл сезон в «Лионе», забив последний мяч в проигранном поединке против «Марселя» (4:2).

### «Суонси Сити»
27 июня 2014 перешёл в «Суонси Сити». С французским форвардом был заключён контракт, рассчитанный на четыре года. «Лебеди» обязались выплатить французу восемь миллионов в качестве бонусов, так как на «Либерти» Бафетимби перебрался в качестве свободного агента. Первые полгода английской карьеры получились для Гомиса очень тяжелыми. Он проигрывал в конкуренции основному бомбардиру команды Вильфреду Бони, а также не мог адаптироваться к условиям быстрого и жёсткого британского футбола. 16 августа Бафетимби дебютировал в «Суонси», выйдя на замену в поединке против «Манчестер Юнайтед». Первый гол Гомиса, забитый спустя две недели, принес команде победу в рамках 1/64 Кубка Лиги. До ноября француз вышел в основе лишь три раза, но голы не забивал. На фоне этого форвард выступил с заявлением, что хотел бы покинуть команду в зимнее трансферное окно. В ноябре Бафетимби принес «Суонси» победу в поединке против «Арсенала», забив уже спустя две минуты после своего выхода на поле.
Ожидалось, что в январе 2015 года Гомис покинет «Либерти», однако ещё перед открытием трансферного окна в Англии наставник «лебедей» Гарри Монк сообщил, что Вильфред Бони переходит за 30 миллионов евро в «Манчестер Сити», а Бафетимби получает свой шанс проявить себя в основе. Начиная с января 2015 года, Гомис стал регулярно выходить в стартовом составе и уже в конце октября забил свой четвертый мяч, который вновь оказался победным — «Суонси Сити» второй в сезоне обыграл «Манчестер Юнайтед» (2:1). 4 марта потерял сознание в матче 28-го тура с «Тоттенхэмом». В самом начале игры француз упал на поле безо всякого столкновения с соперником. Гомис пришёл в сознание, когда врачи использовали кислородный баллон, и тем не менее форварду пришлось покинуть поле на носилках. До этого форвард уже трижды терял сознание в бытность игроком «Лиона». В последнем мартовском поединке против «Астон Виллы» француз забил единственный мяч (0:1), а через тур разразился дублем в противостоянии с «Халлом».

#### Аренда в «Марсель»
29 июля 2016 года Бафетимби на правах аренды перешёл в «Марсель». Французский клуб арендовал футболиста на сезон. «Бело-голубые» платили игроку только 60% от зарплаты, остальные выплаты оставались за валлийской командой. Опция выкупа в соглашении не была предусмотрена. 21 ноября стал капитаном команды. В «Марселе» Гомиc был ключевым форвардом команды. В сезоне 2016/17 Бафетимби сыграл 31 матч во французской Лиге 1, забив 20 мячей (его личный рекорд) и 3 раза ассистировав партнёрам по команде. «Провансальцы» были готовы предложить двухлетний контракт, но с понижением зарплаты. Француз не захотел получать меньше, чем Патрис Эвра и Димитри Пайет.

### «Галатасарай»
28 июня 2017 года Гомис перешёл в «Галатасарай». Зарплата француза составила 3,35 миллиона евро в год. 18 февраля 2018 года в матче 22-го тура против «Касымпаши» (1:2) Бафе потерял сознание. На поле выбежали представители медицинского штаба, с их помощью футболист поднялся и принял решение доиграть встречу до конца.

### «Аль-Хиляль»
23 августа 2018 года перешёл в саудовский клуб «Аль-Хиляль» с зарплатой в 6 млн евро в год.

## Карьера в сборной
Хотя в начале 2000-х Гомис провёл один матч за юниорскую сборную Франции, к 2008 году он не представлял, за кого ему стоит играть на международной арене: Францию или Сенегал. 18 мая того года главный тренер французов Раймон Доменек включил его в расширенный состав сборной для участия в Евро 2008. После того, как 27 мая в товарищеском матче дубль Гомиса принёс «трёхцветным» победу над Эквадором (2:0), он был включён в итоговую заявку на турнир, где он выходил на замену в матчах с Румынией и Нидерландами. Такой дебют удавался ранее только Зинедину Зидану, который в 1994 году отметился дублем в ворота сборной Чехии. Кроме того, Бафетимби стал тогда первым футболистом «Сент-Этьена» за последние 13 лет, который играл за сборную Франции. Затем Бафетимби пропал из поля зрения тренеров сборной, сыграв следующий раз лишь в 2011 году. В составе национальной команды случился с ним и нашумевший инцидент. Во время тренировки футболист потерял сознание.
В 2009 году после трёх обмороков у француза была диагностирована вазовагальная эпилепсия, сопровождаемая перепадами кровяного давления: по этой причине он периодически терял сознание, но, приходя в себя, чувствовал нормально.
После прихода в сборную Дидье Дешама Бафетимби некоторое время был сменщиком Оливье Жиру и Карима Бензема. Однако с 2013 года он не вызывался в команду.

## Достижения

### Командные
«Сент-Этьен»
- Победитель Лиги 2: 2003/04

«Лион»
- Обладатель Кубка Франции: 2012

«Галатасарай»
- Чемпион Турции (2): 2017/18, 2022/23

«Аль-Хиляль»
- Победитель Лиги чемпионов АФК: 2019, 2021
- Чемпион Саудовской Аравии: 2019/20, 2020/21

### Личные
- Футболист месяца во Франции по версии UNFP: январь 2007
- Рекордсмен Лиги чемпионов, как автор хет-трика за самый короткий промежуток времени: 2011/12